# Carl Ramsell af Ugglas
Friherre Carl Gustaf Samuel Ramsell af Ugglas, född 27 juli 1884 på Forsmarks bruk, Forsmarks församling, Stockholms län,  död 15 mars 1946 i Hedvig Eleonora församling, Stockholm
,, var en svensk friherre., verksam som konsthistoriker och författare.

## Biografi
Föräldrar var kammarherren greve Samuel Gustaf Ludvig af Ugglas och grevinnan Eva Elisabeth af Ugglas (född, von Hermansson). Han tog mogenhetsexamen i Stockholm 1903, filosofie kandidatexamen i Uppsala 1908, filosofie licentiatexamen på samma ort 1910 och filosofie doktorsexamen där 1915. Åren 1915–1918 arbetade han som docent i konsthistoria vid Uppsala universitet. Mellan 1919 och 1923 var han teaterkritiker i Göteborgs Dagblad och från 1923 intendent vid Göteborgs museum. År 1926 blev han hjertbergsk antikvarie Vitterhets-, historie- och antikvitetsakademien. Han var från 1933 antikvarie och avdelningsföreståndare vid Statens historiska museum.
Som författare skrev af Ugglas företrädesvis konsthistorisk facklitteratur, men även skönlitteratur. År 1908 romandebuterade han med Himmelens folk följd av novellsamlingen Den blå skuggan (1910) och Legender och berättelser (1912). Han debuterade som dramatiker 1919 med Den döda. Pjäsen uruppfördes på Lorensbergsteatern i Göteborg den 26 november 1919 i regi av Knut Ström. År 1925 kom Söndagsbarnet och andra noveller, 1934 Afrodites leende och 1943 Rosen och ringen.

### Skönlitteratur
- Himmelens folk. Stockholm: Bonnier. 1908. Libris 1618503
- Den blå skuggan : noveller. Stockholm: Bonnier. 1910. Libris 1618502
- Legender och berättelser. Stockholm: Bonnier. 1912. Libris 757597. https://runeberg.org/crulegber/
- Den döda : skådespel i en akt. Stockholm: Bonnier. 1919. Libris 1660071
- Lamporna : en dramatisk dikt. Stockholm: Bonnier. 1919. Libris 1660072
- Söndagsbarnet och andra noveller. Stockholm: Bonnier. 1925. Libris 1483452
- Afrodites leende : berättelser och noveller. Stockholm: Bonnier. 1934. Libris 1364669. https://runeberg.org/afrodite/
- Rosen och ringen : tre berättelser. Stockholm: Bonnier. 1943. Libris 1420924

### Varia
- "Dalby-mästaren" : om några krucifix i uppländska kyrkor. [Uppsala]. 1909. Libris 3144350
- Shah Jahans silfverbro. Stockholm. 1911. Libris 3144359
- Till frågan om den konstnärliga traditionens fortlefvande under medeltiden : à propos Harry Fetts "En islandsk tegnebog". [Christiania. 1911. Libris 12456641
- Bidrag till kännedomen om den franska bildhuggarkolonin vid Uppsala domkyrka. Uppsala. 1912. Libris 3144347
- En barock-skulptör. Stockholm. 1913. Libris 16357271
- Några gotländska skulpturverk i norra Tyskland. Stockholm. 1914. Libris 875235
- Visby : en bok om en gammal stad. Stockholm. 1914. Libris 1511227 - Medförfattare John Österlund.
- Gotlands medeltida träskulptur till och med höggotikens inbrott : bidrag till kännedomen om stilströmningarna i Norden under den äldre medeltiden. Stockholm: Bonnier. 1915. Libris 880164
- Ett par portaler i staden inom broarna och Aris Claeszon från Haarlem. Stockholm. 1916. Libris 3144358
- "Ecclesia lignea infra muros" vid Uppsala domkyrka. Stockholm. 1918. Libris 10195547
- Ett birgittinskt inslag i en Bertram-komposition. Stockholm. 1930. Libris 3144349
- Till dateringen av våra medeltida mosaik- och applikationsbroderier. 1930. Libris 16582230
- Ur den Kungl. skattkammaren och andra samlingar : utställning i Nationalmuseum av konstföremål och historiska personminnen från 1500-talet till 1800-talets början ur Statens historiska museum sommaren 1930. Nationalmusei utställningskatalog, 0585-3222 ; 35. Stockholm: [Nationalmuseum]. 1930. Libris 1340699
- Lödöse : (gamla Lödöse) : historia och arkeologi. Skrifter utgivna till Göteborgs stads trehundraårsjubileum genom jubileumsutställningens publikationskommitté, 99-0061987-0 ; 4. Göteborg: Medéns bokh. i distr. 1931. Libris 1367838
- Ett svenskt renässansbroderi. Stockholm: Generalstabens litografiska anstalt. 1932. Libris 10164583
- Guldsmed och modellör : ett bidrag till diskussionen om ett problem. Stockholm. 1933. Libris 3144353
- Kyrkligt guld- och silversmide. Ur Statens historiska museums samlingar, 99-0968027-0 ; 2. Stockholm: Wahlström & Widstrand i komm. 1933. Libris 1364837
- Ett par ikonografiska observationer : "Madonnan med sykorgen" och den heliga Birgitta ; [jämte : En liten stockholmsrebus.]. Stockholm. 1934. Libris 3144357
- Pendangen till det stora "Goslar relikvariet" i statens historiska museum. Stockholm. 1934. Libris 10164578
- Christoffer Ridder och Sverige. [Oslo]. 1935. Libris 3144348
- Gotländska silverskatter från Valdemarstågets tid. Ur Statens historiska museums samlingar, 99-0968027-0 ; 3. Stockholm: Wahlström & Widstrand. 1936. Libris 1380830
- Personhistoria och medeltida silversmide. Stockholm: Skoglunds. 1936. Libris 10164570
- Griseldisdukens stilfränder. 1937. Libris 10164534
- Några sengotiska nattvardskalkar i Västsverige. Göteborg. 1937. Libris 10164546
- Ärkebiskoparna av Magdeburg och guldsmeden Hans Huauf i Halle : om ett par sengotiska praktkalkar i svensk ägo. Stockholm: Nationalmusei vänner. 1937. Libris 10164601
- Ett gotländskt domarsigill. København. 1938. Libris 3144352
- Ett par "falska" kungliga porträtt. Stockholm. 1939. Libris 10164529
- De tre kronorna i svenska riksvapnet. 1940. Libris 3144361
- Bidrag till den medeltida guldsmedskonstens historia. 1-2. Kungl. Vitterhets-, historie- och antikvitetsakademiens handlingar, 99-0277315-X. Stockholm: Wahlström & Widstrand. 1941-1948. Libris 872977
  -  1, Johannes Moniks kalk i Vreta och den Douglas'ska monstransen på Stjärnorp. Kungl. Vitterhets-, historie- och antikvitetsakademiens handlingar, 99-0277315-X ; 50 :3. 1941. Libris 872979
  -  2. Kungl. Vitterhets-, historie- och antikvitetsakademiens handlingar, 99-0277315-X ; 64 :1. 1948. Libris 872978
- En heraldisk glasmålning från tidig Vasatid. Stockholm. 1942. Libris 10164417
- Den "extatiska" Birgitta i Vadstena klosterkyrka. 1943. Libris 10201902
- En kyrkklocka från det gamla svenska rikets östgräns. Helsingfors. 1943. Libris 9704677
- Skedasken av biskopsform. Nordiska museets handlingar, 0346-8585 ; 19. Stockholm. 1943. Libris 1212467 - Medförfattare John Granlund
- Till den medeltida bronsgjutningens historia i Sverige : Berghemsfunten och konst- och hantverksförbindelserna Sverige-Nederländerna före den stora altarskåpsimportens tid / med en bilaga utgiven av Toni Schmid. Stockholm: Wahlström & Widstrand. 1943. Libris 19587146
- Den torstenssonska kalken i Länna kyrka. Uppsala. 1943. Libris 10164511
- Kultbild och pilgrimsmärke : kommentar till ett fynd. Stockholm. 1944. Libris 3144354
- Ärkebiskopen och priorinnan : ett försök till tydning av en komposition bland Kaga kyrkas romanska målningar. Linköping. 1945. Libris 3144362
- Efterlämnade konsthistoriska studier. Kungl. Vitterhets-, historie- och antikvitetsakademiens handlingar, 99-0277315-X ; 75. Stockholm: Almqvist & Wiksell [distr.]. 1951. Libris 1468577
- Härlanda kyrka. Västergötlands kyrkor, 99-0860442-2 ; 20. Göteborg: Pro Caritates. 1976. Libris 1648577 - Medförfattare Harald Wideen

### Utgivare
- Utställningen af äldre kyrklig konst i Strängnäs 1910 / studier utgifna af Sigurd Curman, Johnny Roosval, Carl R. af Ugglas. Stockholm: Norstedt. 1913. Libris 1632396
- Katalog öfver Södermanlands fornminnesförenings kyrkomuseum i Strängnäs / upprättad af Carl R. af Ugglas. Strängnäs: Oscar Erikson. 1911. Libris 1635454
- Utställning av kyrklig textil konst i Sverige under åtta århundraden i Liljevalchs konsthall, Stockholm, den 5-27 januari 1929 : utställningen anordnad av Statens historiska museum / [red. av Carl af Ugglas]. Liljevalchs katalog, 0349-1137 ; 75 Historiska museets katalog, 99-0967741-5 ; [8]. Stockholm. 1929. Libris 1336833